# OFK Bar
Omladinski Fudbalski Klub Bar (Омладински Фудбалски Клуб Бар) – czarnogórski klub piłkarski z siedzibą w Barze, działający w latach 2001–2012. W trakcie sezonu 2012/13 klub wycofał się z rozgrywek Drugiej ligi.

## Stadion
Klub rozgrywał swoje mecze domowe na stadionie Topolica w Barze, który mógł pomieścić 2.500 widzów.

## Sezony
| Sezon      | Liga                                         | Poziom | Miejsce |
| Czarnogóra |                                              |        |         |
| 2006/07    | Treća liga – Juzna regija (grupa południowa) | III    | 6       |
| 2007/08    | Treća liga – Juzna regija (grupa południowa) | III    | 2       |
| 2008/09    | Treća liga – Juzna regija (grupa południowa) | III    | 1       |
| 2009/10    | Druga liga                                   | II     | 2       |
| 2010/11    | Prva liga                                    | I      | 12      |
| 2011/12    | Druga liga                                   | II     | 8       |
| 2012/13    | Druga liga                                   | II     | 12 *    |

 * OFK Bar wycofał się z rozgrywek Drugiej ligi po 17 kolejkach, a jego wyniki zostały anulowane (drużyna została rozwiązana).

## Sukcesy
- mistrzostwo Trećej crnogorskiej ligi: 2009 (awans do Drugiej crnogorskiej ligi, po wygranych barażach).
- wicemistrzostwo Drugiej crnogorskiej ligi: 2010 (awans do Prvej crnogorskiej ligi, po wygranych barażach).